# 三厩駅
三厩駅（みんまやえき）は、青森県東津軽郡外ヶ浜町字三厩東町にある、東日本旅客鉄道（JR東日本）津軽線の駅である。津軽線の終着駅で、JR東日本盛岡支社の最西端駅である。

## 歴史
- 1958年（昭和33年）10月21日：日本国有鉄道の駅として開業。当時の読み方は「みうまや」[3][4]。
- 1984年（昭和59年）2月1日：貨物の取り扱いを廃止[4]。
- 1985年（昭和60年）3月14日：荷物の扱いを廃止[4]。
- 1987年（昭和62年）4月1日：国鉄分割民営化により、東日本旅客鉄道の駅になる[4]。
- 1991年（平成3年）3月16日：現在の読み「みんまや」に改称[1][3]。
- 2002年（平成14年）：東北の駅百選に選定される。
- 2019年（平成31年・令和元年）
  - 4月29日：新中小国信号場 - 当駅間のCTC化に伴い、当駅での運転取扱業務が終了。
  - 6月1日：無人化[5]。三厩駅長を廃止し、青森駅管理下となる。
- 2022年（令和4年）
  - 8月3日：大雨により線路設備に被害が発生し、蟹田駅 - 当駅間が運休[6]。
  - 8月22日：蟹田駅 - 当駅間で代行バスの運行を開始[7]。
- 2024年（令和6年）10月1日：えきねっとQチケのサービスを開始[2][8]。
- 2025年（令和7年）6月10日：同日開催の締結式にて、当駅を2027年（令和9年）4月1日に廃止することで合意[9][10]。

## 駅構造
単式ホーム1面1線を有する地上駅である。元は島式ホーム1面2線であったが、CTC化による合理化で、旧1番線にあたる駅舎側の線路は使用停止されたうえで柵で封鎖され、旧2番線にあたるホームのみ使用している。
以前は夜間滞泊があり、ホームの奥にある気動車を収容する車庫を使用していたが、豪雨前の段階では当駅最終列車は到着後に蟹田駅まで回送しているため撤去された。駅舎横に三厩乗務員休養室がある。
駅舎は開業当時のものを使用している。現在は青森駅が管理する無人駅。入口扉の上には絵画があり、その中には太宰治の小説『津軽』より当所を描いた部分が抜粋されて載せられている。
津軽線では新中小国信号場から当駅までの間は長らくCTCが導入されておらず、その導入前日の2019年（平成31年）4月28日まで運転取扱業務を行っていたため、長らく直営駅となっていた。駅舎には出札窓口も設置されていた。また、管理駅として今別駅・津軽浜名駅を管理していた。

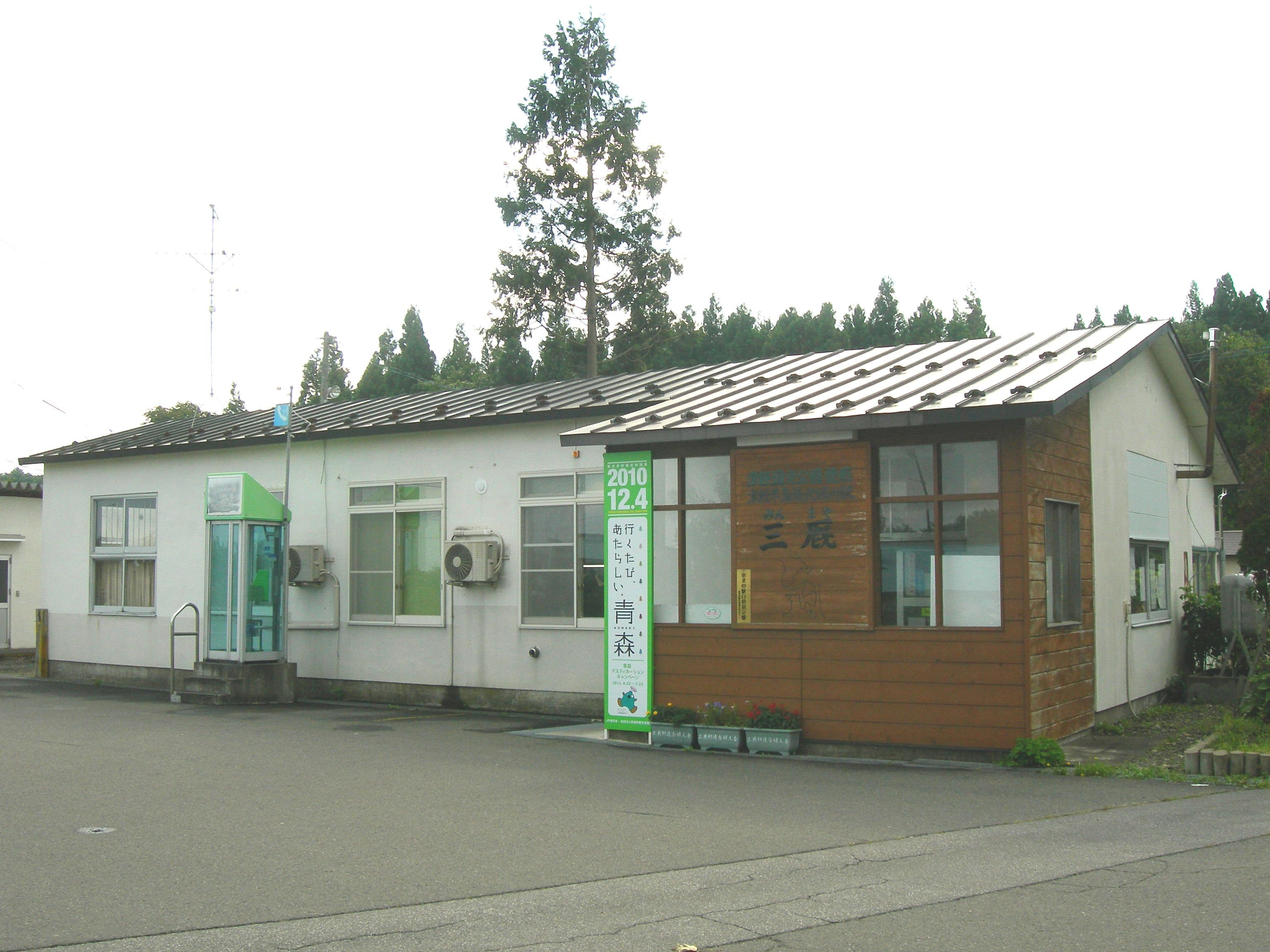
改修前の駅舎（2010年8月）
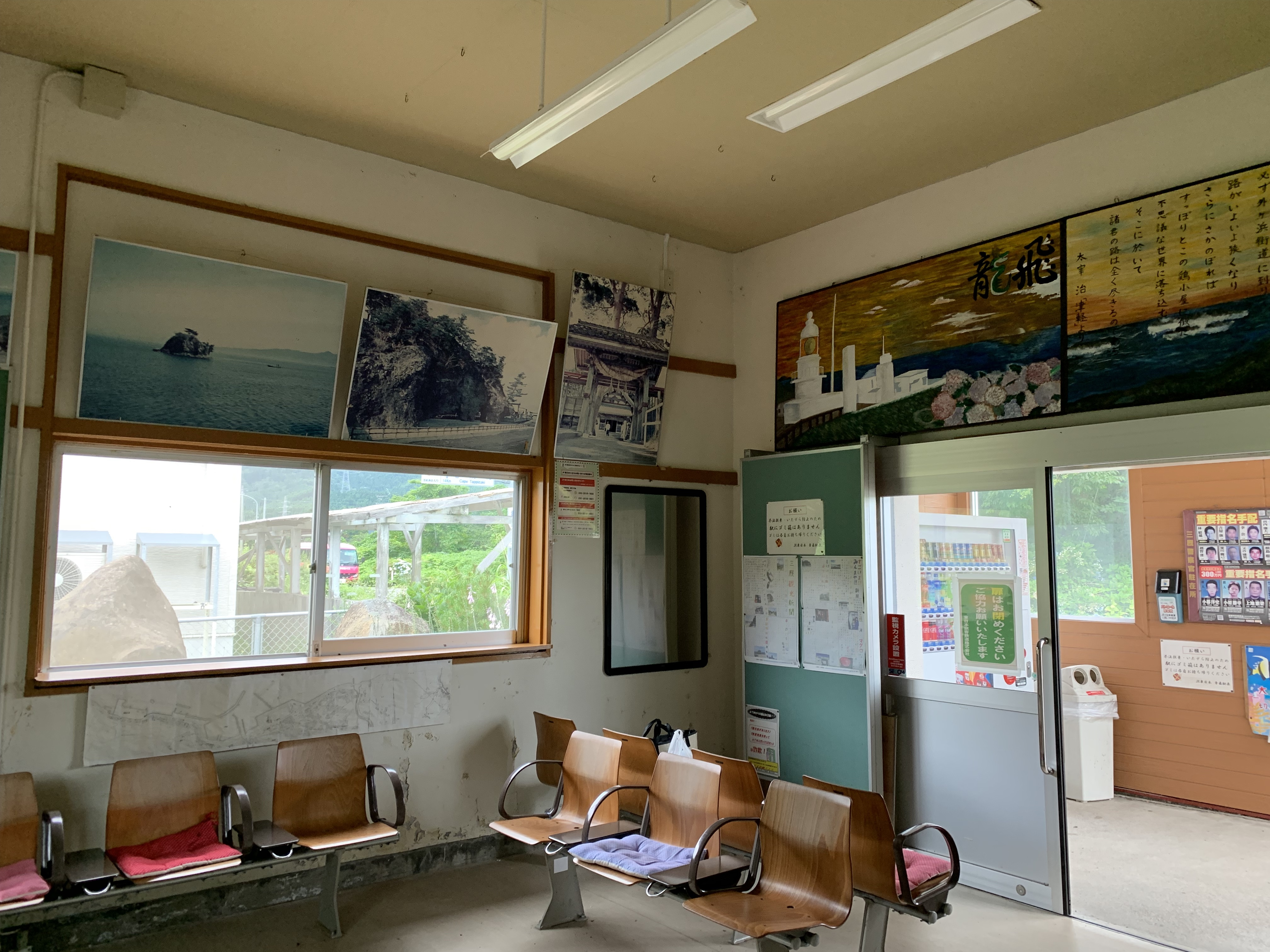
待合室（2021年8月）
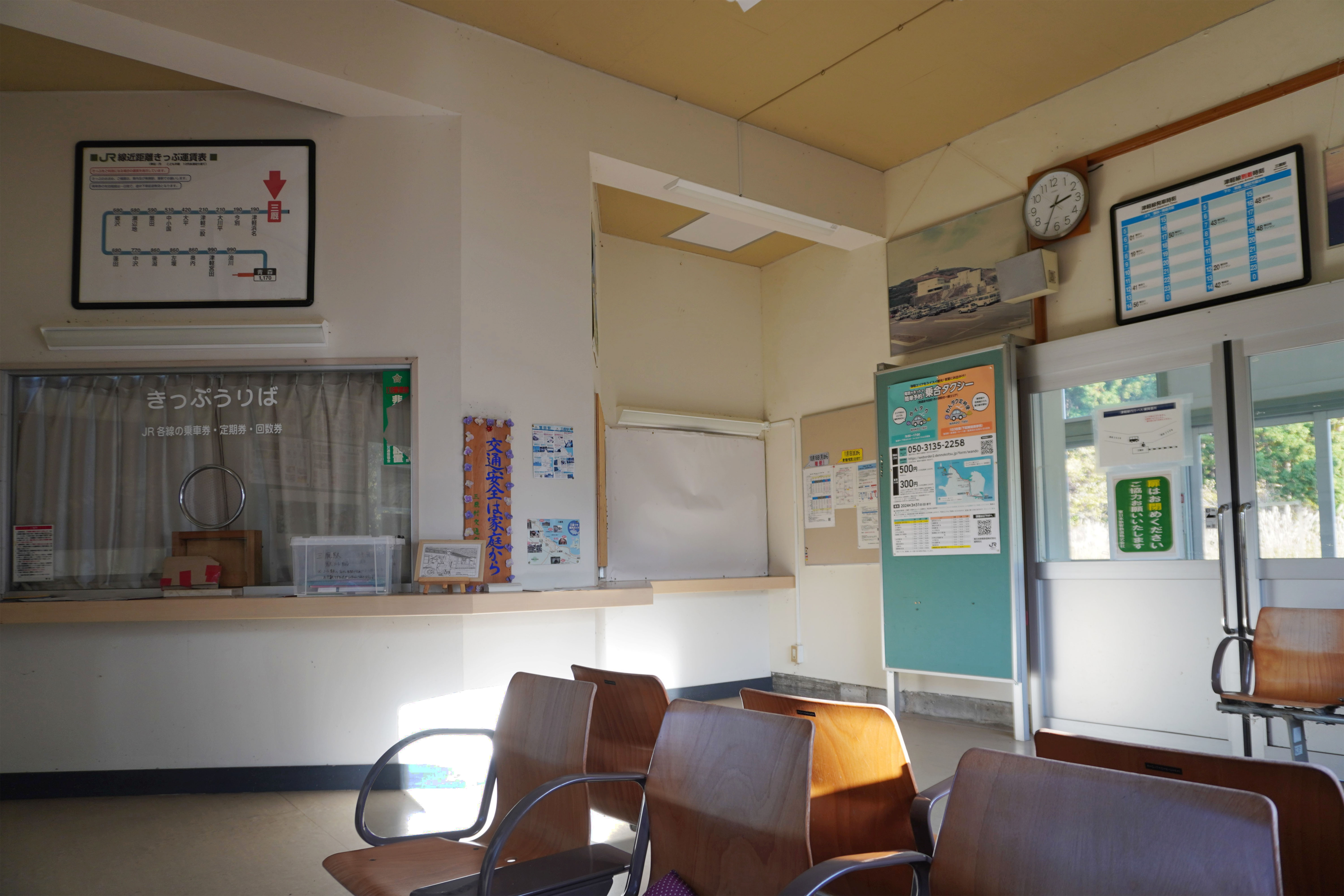
出札窓口跡（2023年10月）
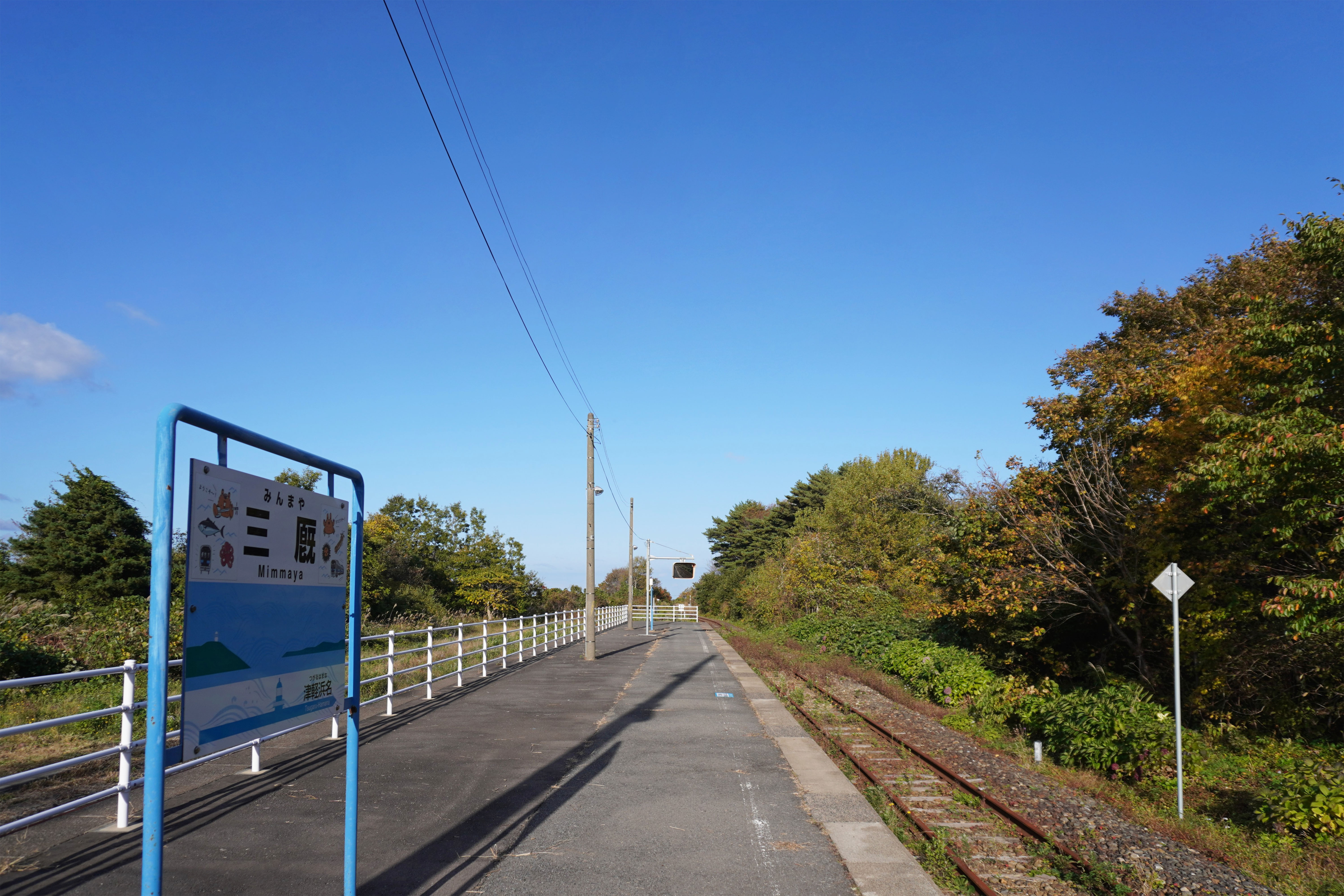
ホーム（2023年10月）
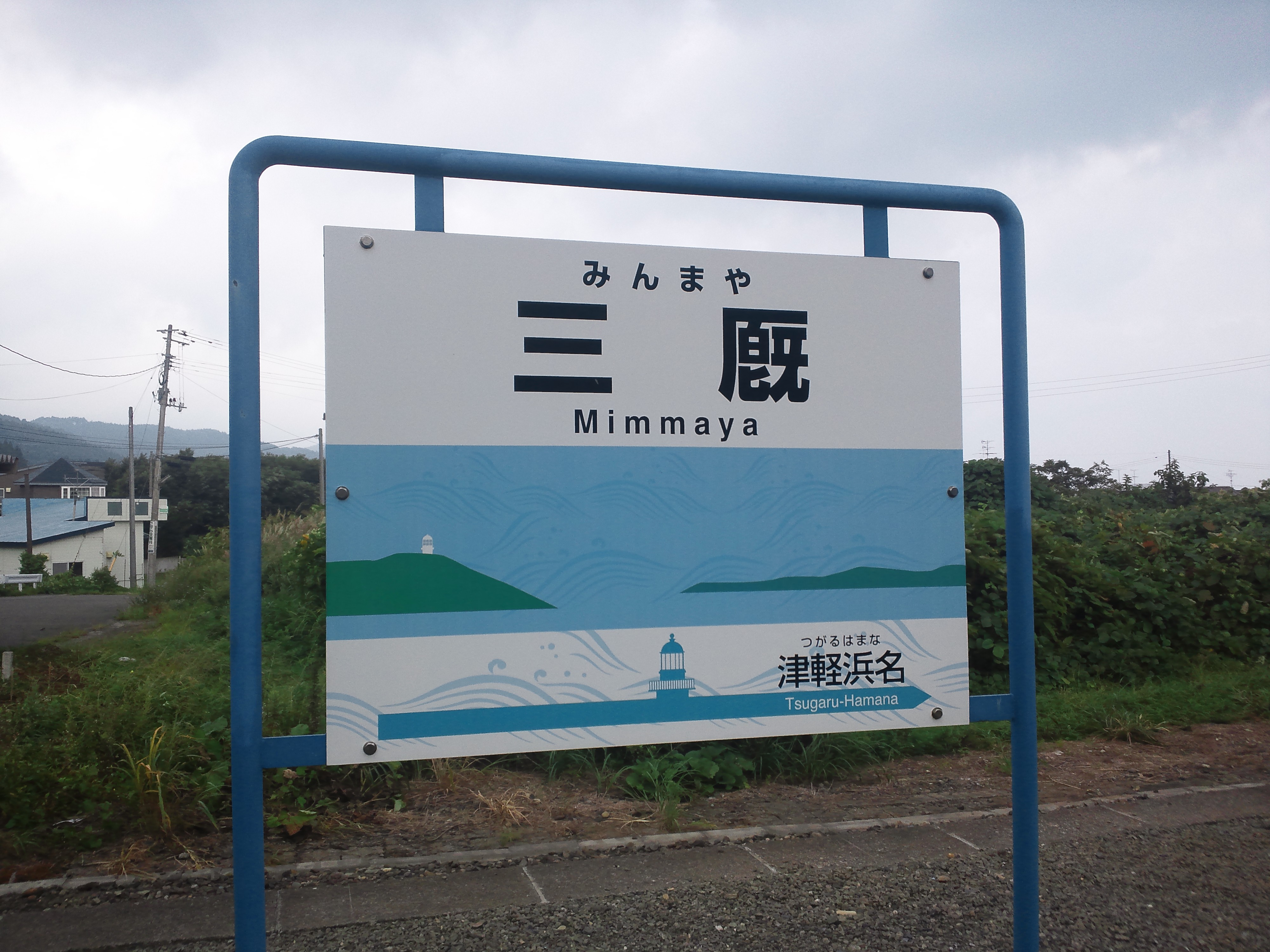
駅名標（2013年9月）
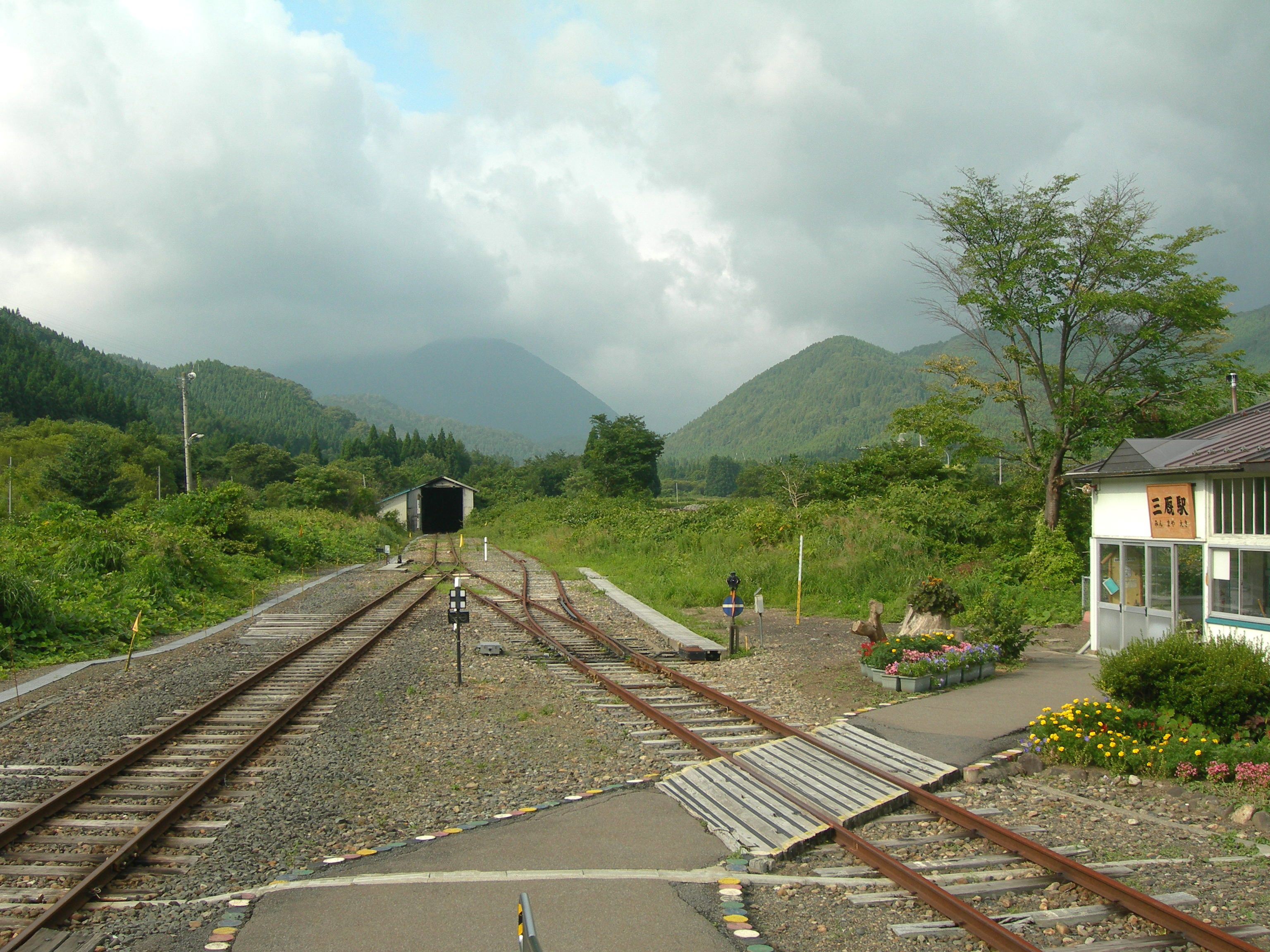
車庫撤去前の線路の終端（2010年8月）
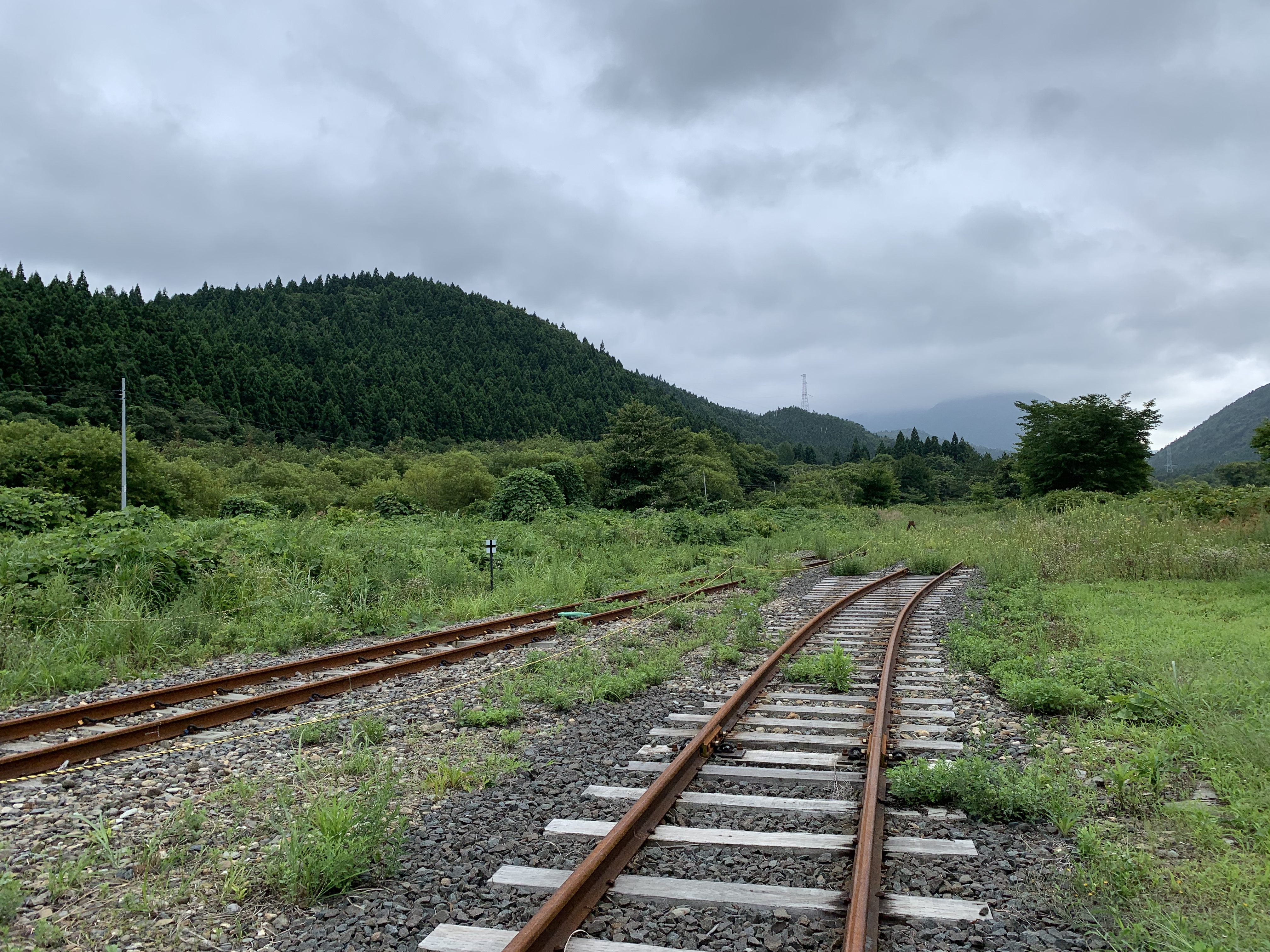
車庫撤去後の線路の終端（2021年8月）
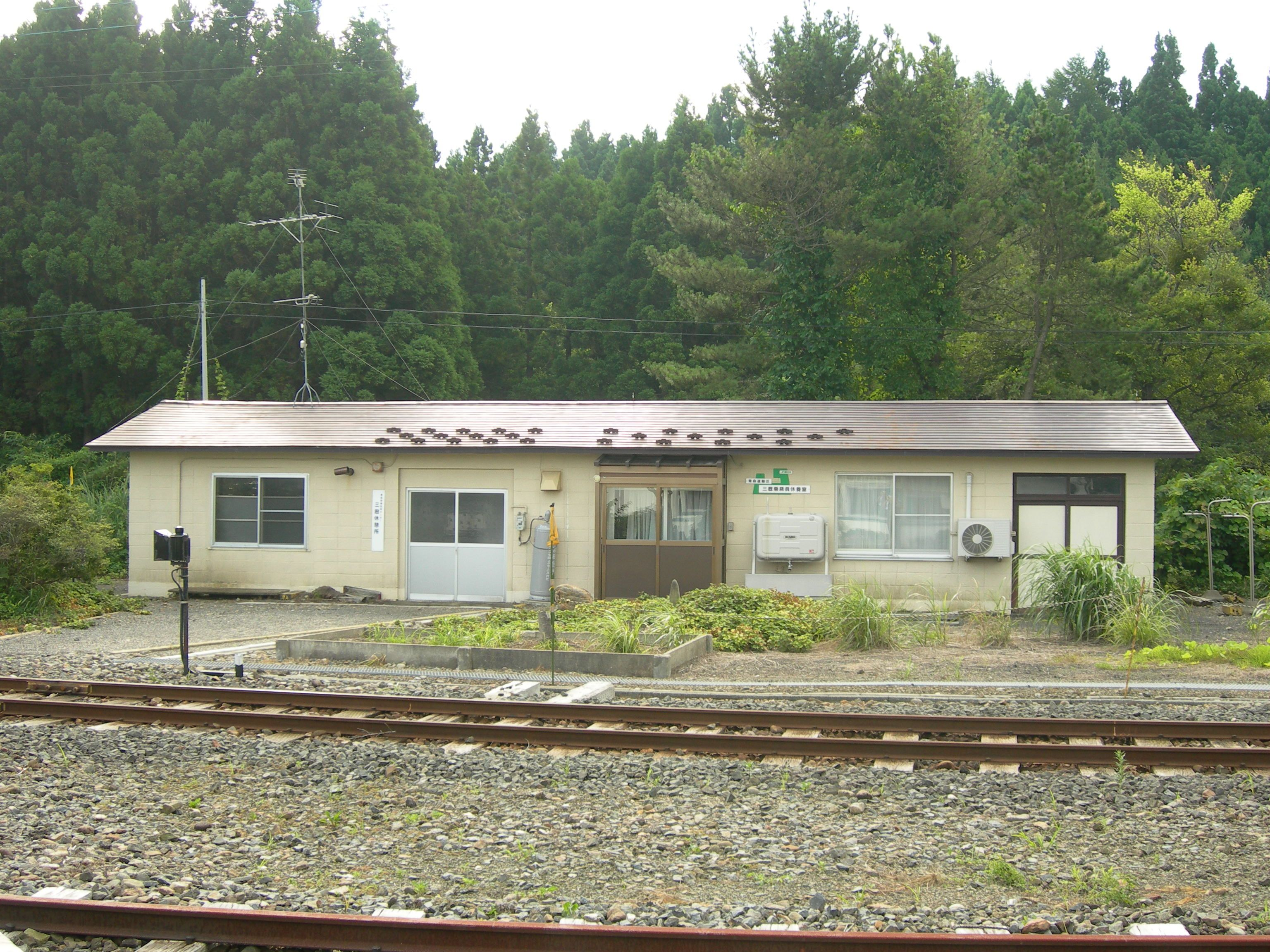
青森運輸区三厩乗務員休憩所（2010年8月）

## 利用状況
JR東日本によると、2000年度（平成12年度）- 2018年度（平成30年度）の1日平均乗車人員の推移は以下のとおりであった。
| 1日平均乗車人員推移 | 1日平均乗車人員推移 | 1日平均乗車人員推移 | 1日平均乗車人員推移 | 1日平均乗車人員推移 |
| 年度                | 定期外              | 定期                | 合計                | 出典                |
| ------------------- | ------------------- | ------------------- | ------------------- | ------------------- |
| 2000年（平成12年）  |                     |                     | 48                  | [ 利用客数 1 ]      |
| 2001年（平成13年）  |                     |                     | 51                  | [ 利用客数 2 ]      |
| 2002年（平成14年）  |                     |                     | 47                  | [ 利用客数 3 ]      |
| 2003年（平成15年）  |                     |                     | 49                  | [ 利用客数 4 ]      |
| 2004年（平成16年）  |                     |                     | 38                  | [ 利用客数 5 ]      |
| 2005年（平成17年）  |                     |                     | 35                  | [ 利用客数 6 ]      |
| 2006年（平成18年）  |                     |                     | 35                  | [ 利用客数 7 ]      |
| 2007年（平成19年）  |                     |                     | 32                  | [ 利用客数 8 ]      |
| 2008年（平成20年）  |                     |                     | 27                  | [ 利用客数 9 ]      |
| 2009年（平成21年）  |                     |                     | 27                  | [ 利用客数 10 ]     |
| 2010年（平成22年）  |                     |                     | 34                  | [ 利用客数 11 ]     |
| 2011年（平成23年）  |                     |                     | 33                  | [ 利用客数 12 ]     |
| 2012年（平成24年）  | 18                  | 13                  | 31                  | [ 利用客数 13 ]     |
| 2013年（平成25年）  | 18                  | 12                  | 30                  | [ 利用客数 14 ]     |
| 2014年（平成26年）  | 13                  | 8                   | 22                  | [ 利用客数 15 ]     |
| 2015年（平成27年）  | 15                  | 8                   | 23                  | [ 利用客数 16 ]     |
| 2016年（平成28年）  | 13                  | 10                  | 23                  | [ 利用客数 17 ]     |
| 2017年（平成29年）  | 12                  | 10                  | 22                  | [ 利用客数 18 ]     |
| 2018年（平成30年）  | 11                  | 13                  | 25                  | [ 利用客数 19 ]     |

## 駅周辺
- 国道280号
- 国道339号[3]

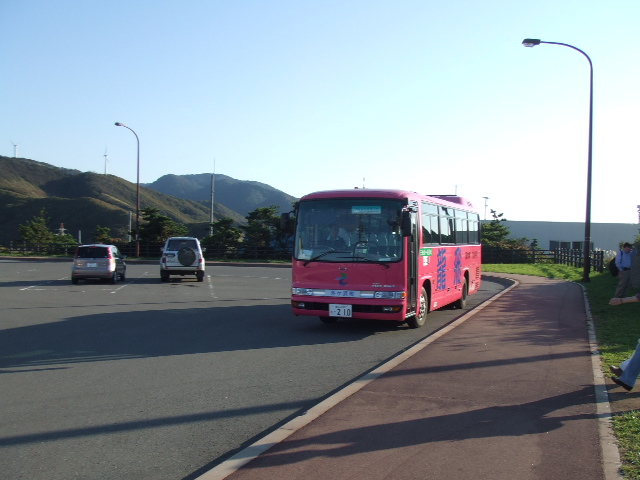
駅より三厩地区循環バスを利用して竜飛崎方面へ行くことができる。（2007年10月）

- 青森県道230号三厩停車場線 - 県道230号を1キロメートルほど進むと、旧三厩村の市街地に到着する。
- 青森県道281号三厩停車場竜飛崎線
- 青森県道286号三厩小泊線
- 外ヶ浜町役場三厩支所（旧・三厩村役場）
- 外ヶ浜警察署三厩駐在所
- 三厩郵便局
- 三厩体育館
- 外ヶ浜町立三厩小学校
- 外ヶ浜町循環バス[3]「三厩駅」停留所

### 当駅から接続する観光地
- 階段国道 - 上る場合、三厩地区循環バスに乗車約35分、「龍飛漁港」停留所下車。下る場合、同じバスに乗車約40分、「龍飛崎灯台」停留所下車。
- 道の駅みんまや（青函トンネル記念館） - 三厩地区循環バスに乗車約40分、「青函トンネル記念館前」下車。
- 竜飛崎・龍飛埼灯台 - 三厩地区循環バスに乗車約40分、「龍飛崎灯台」停留所下車後、徒歩約5分。

## その他
- 「かつては青函トンネル建設基地として、たくさんの人々が訪れたが、現在は、旅情豊かな風と潮の町の静寂な駅」として、東北の駅百選に選定された[3]。
- 「厩」の字は、「厂（がんだれ）」に「白・匕・旡」と書くものが正しく、JIS X 0213:2004の例示字形における字形（メイリオフォントに採用されている）を用いている。しかし、現在[いつ?]の大部分の環境においては、正しい字形で表示されない。また、一部の看板等では「厂(がんだれ)」に「既」と書く拡張新字体の表記も見られる。

## 隣の駅
東日本旅客鉄道（JR東日本）
■津軽線
津軽浜名駅 - 三厩駅

### 記事本文
1. 1 2  編集部「3月のメモ帳」『鉄道ピクトリアル』第41巻第6号（通巻第544号）、電気車研究会、1991年6月1日、72頁、ISSN 0040-4047。
2. 1 2 3 4  「駅の情報（三厩駅）：JR東日本」東日本旅客鉄道。2024年8月30日時点のオリジナルよりアーカイブ。2024年9月3日閲覧。
3. 1 2 3 4 5 6 7 8 9 10  『週刊 JR全駅・全車両基地』 31号 青森駅・弘前駅・深浦駅ほか、朝日新聞出版〈週刊朝日百科〉、2013年3月17日、23頁。
4. 1 2 3 4 5  石野哲（編）『停車場変遷大事典 国鉄・JR編 Ⅱ』（初版）JTB、1998年10月1日、558頁。ISBN 978-4-533-02980-6。
5. 1 2 3  「（青森）津軽半島最北の駅が無人に 駅長さん、有終の一日」『朝日新聞』2019年6月8日。2019年6月8日時点のオリジナルよりアーカイブ。2019年6月8日閲覧。
6. ↑  「大雨に伴うJR津軽線蟹田駅～三厩駅間の被害状況と今後の見通しについて (PDF)」（プレスリリース）、東日本旅客鉄道盛岡支社、2022年9月28日。2022年9月28日閲覧。
7. ↑  「JR津軽線蟹田駅～三厩駅間の被害状況及び代行バスと振替輸送について (PDF)」（プレスリリース）、東日本旅客鉄道盛岡支社、2022年8月19日。2022年8月19日閲覧。
8. ↑  『Suicaエリア外もチケットレスで! 東北エリアから「えきねっとQチケ」がはじまります』（PDF）（プレスリリース）東日本旅客鉄道、2024年7月11日。オリジナルの2024年7月11日時点におけるアーカイブ。2024年8月21日閲覧。
9. ↑  「広報そとがはま No.256 > JR津軽線（蟹田駅～三厩駅間）自動車交通転換の第一歩へ (PDF)」外ヶ浜町、2025年7月3日、3頁。2025年7月22日閲覧。
10. ↑  「JR津軽線の被災区間、廃止合意 27年、自動車転換33億円拠出」『東奥日報』2025年6月10日。2025年7月22日閲覧。

### 利用状況
1. ↑  「JR東日本：各駅の乗車人員（2000年度）」東日本旅客鉄道。2025年6月25日閲覧。
2. ↑  「JR東日本：各駅の乗車人員（2001年度）」東日本旅客鉄道。2025年6月25日閲覧。
3. ↑  「JR東日本：各駅の乗車人員（2002年度）」東日本旅客鉄道。2025年6月25日閲覧。
4. ↑  「JR東日本：各駅の乗車人員（2003年度）」東日本旅客鉄道。2025年6月25日閲覧。
5. ↑  「JR東日本：各駅の乗車人員（2004年度）」東日本旅客鉄道。2025年6月25日閲覧。
6. ↑  「JR東日本：各駅の乗車人員（2005年度）」東日本旅客鉄道。2025年6月25日閲覧。
7. ↑  「JR東日本：各駅の乗車人員（2006年度）」東日本旅客鉄道。2025年6月25日閲覧。
8. ↑  「JR東日本：各駅の乗車人員（2007年度）」東日本旅客鉄道。2025年6月25日閲覧。
9. ↑  「JR東日本：各駅の乗車人員（2008年度）」東日本旅客鉄道。2025年6月25日閲覧。
10. ↑  「JR東日本：各駅の乗車人員（2009年度）」東日本旅客鉄道。2025年6月25日閲覧。
11. ↑  「JR東日本：各駅の乗車人員（2010年度）」東日本旅客鉄道。2025年6月25日閲覧。
12. ↑  「JR東日本：各駅の乗車人員（2011年度）」東日本旅客鉄道。2025年6月25日閲覧。
13. ↑  「JR東日本：各駅の乗車人員（2012年度）」東日本旅客鉄道。2025年6月25日閲覧。
14. ↑  「各駅の乗車人員 2013年度 ベスト100以外（9）：JR東日本」東日本旅客鉄道。2025年6月25日閲覧。
15. ↑  「各駅の乗車人員 2014年度 ベスト100以外（9）：JR東日本」東日本旅客鉄道。2025年6月25日閲覧。
16. ↑  「各駅の乗車人員 2015年度 ベスト100以外（9）：JR東日本」東日本旅客鉄道。2025年6月25日閲覧。
17. ↑  「各駅の乗車人員 2016年度 ベスト100以外（9）：JR東日本」東日本旅客鉄道。2025年6月25日閲覧。
18. ↑  「各駅の乗車人員 2017年度 ベスト100以外（9）：JR東日本」東日本旅客鉄道。2025年6月25日閲覧。
19. ↑  「各駅の乗車人員 2018年度 ベスト100以外（9）：JR東日本」東日本旅客鉄道。2025年6月25日閲覧。